# Halle (Bélgica)
Halle é uma cidade e um município da Bélgica localizado no distrito de Halle-Vilvoorde, província de Brabante Flamengo, região da Flandres.